# Jan Bouman Haus
Das Jan Bouman Haus ist ein Museum in der Mittelstraße 8 im Holländischen Viertel in Potsdam. Es wurde nach dem königlich-preußischen Oberbaudirektor und Baumeister des Viertels, Jan Bouman benannt.
Die Ausstellung dokumentiert die Geschichte des Viertels und die Sanierung des denkmalgeschützten Hauses. Betreiber des Museums ist der Förderverein zur Pflege niederländischer Kultur in Potsdam e. V.

## Geschichte
Das 1735 erbaute Haus in der Mittelstraße 8 gehört zum ersten errichteten Karree des Holländischen Viertels in Potsdam. Insgesamt entstanden zwischen 1732 und 1742 unter der Leitung des niederländischen Tischlers, Schiffsbauer- und Zimmerermeisters Jan Bouman vier Karrees mit 134 Häusern. Bauherr des Viertels war König Friedrich Wilhelm I. (Preußen), der es errichten ließ, um in Potsdam die Ansiedlung niederländischer Handwerker zu fördern.
Entsprechend der „Specifikation von die Holländischen Häuser am Nauenschen Thore“ aus dem Jahr 1738 war der erste Bewohner des Hauses in der Mittelstraße 8 der niederländische Grenadier Johan Schrage mit seiner Familie. Ab 1768 sind wechselnde Mieter und Eigentümer des Hauses nachweisbar. Am stärksten bewohnt war das Haus zu Beginn des 20. Jahrhunderts. Entsprechend dem Mietanzeiger von 1907 wurden im Haus sieben Räume und drei als Küchen genutzte Bereiche von acht Mietparteien genutzt. Durch Kriegsschäden am Dach und Giebel war das Haus seit 1945 nur noch eingeschränkt nutzbar. Nach dem Tod der letzten Besitzerin im Haus kam es seit 1979 zum Leerstand und Verfall des Gebäudes.

## Architektur
Das Haus in der Mittelstraße 8 ist ein zweigeschossiges giebelständiges Reihen- bzw. Typenhaus mit einem Halsgiebel und Satteldach. Es gehört zu den sogenannten „halben Häusern“, da es im Gegensatz zu den traufständigen Häusern nur drei Achsen aufweist und ungefähr die Hälfte der Wohnfläche. Die Fassade zeichnet sich durch das unverputzte rote Ziegelmauerwerk mit weißen Stegfugen aus. Dies entspricht der holländischen Bautradition, ebenso wie die weißen Blockzargenfenster mit kleinsprossigen Fensterflügeln und den weiß grün gestrichenen halben Fensterläden, den sogenannten Windläden.
In beiden Etagen befindet sich je eine große Stube, die straßenseitig liegt, sowie eine Kammer und eine Küche, die zum Wirtschaftshof hin liegen. Das Treppenhaus erschließt gleichzeitig den Hof und das Obergeschoss.

## Nutzung als Museum

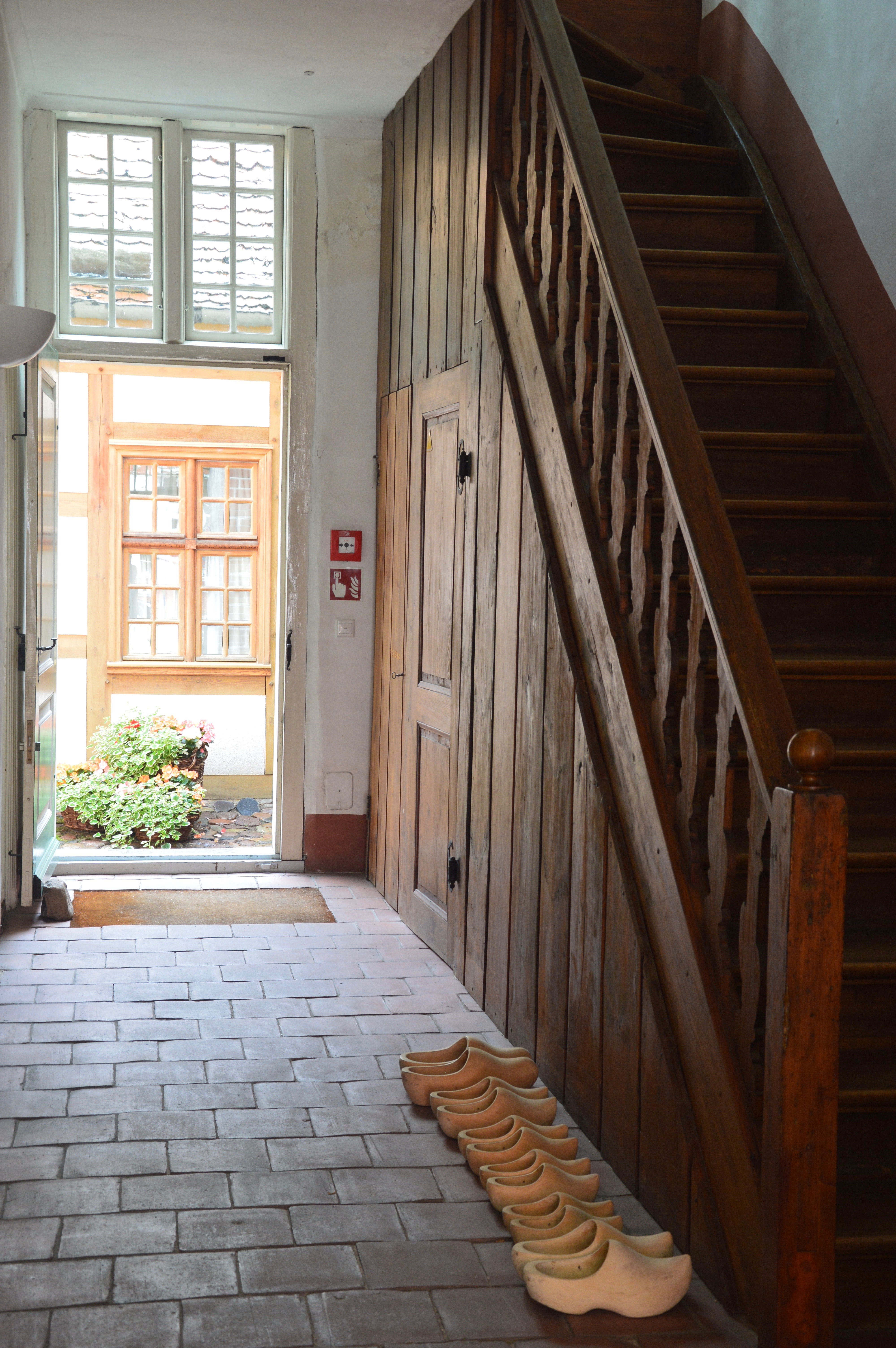
Jan Bouman Haus, Flur

Bereits 1986 wird erkannt, dass das Gebäude über einen hohen Anteil barocker Originaldetails verfügt und weitestgehend im Originalzustand wiederhergestellt werden kann, um es dann als begehbares Zeugnis des holländischen Lebens in Potsdam der Öffentlichkeit zugänglich zu machen. Der 1990 gegründete Förderverein zur Pflege niederländischer Kultur in Potsdam e. V. setzte sich intensiv dafür ein, dass diese Idee nach der politischen Wende 1990 weiterverfolgt wurde. Als Sponsor konnte die Wüstenrot Stiftung gewonnen werden, die das Projekt mit 1,5 Millionen DM unterstützte. Das Grundstück erwarb der Sanierungsträger für die Stadt Potsdam aus Städtebaufördermitteln.
Von 1995 bis 1997 wurde das Ensemble, bestehend aus Vorderhaus, Hofgebäude und Garten, fachgerecht saniert und wiederhergestellt.
Am 18. April 1997 wurde das Haus als Museumshaus eröffnet und wird seitdem vom Förderverein zur Pflege niederländischer Kultur in Potsdam e. V. betrieben. Die ständige Ausstellung zeigt die Geschichte des Holländischen Viertels und die Sanierung des denkmalgeschützten Hauses sowie Hausrat und einige Möbel aus dem 18. Jahrhundert.

## Ausstellungen
- 2008 Fliesen – tegels mit dem Nederlands tegelmuseum[5]

## Förderverein
Der gemeinnützige Förderverein zur Pflege niederländischer Kultur in Potsdam e.V. wurde am 15. Juni 1990 gegründet und hat sich zur Aufgabe gestellt die niederländische Baukunst und Kultur innerhalb der Kulturlandschaft Potsdam und ihres Umfeldes zu fördern. Der Verein fördert die Erforschung der gemeinsamen Tradition und die Veröffentlichung der Forschungsergebnisse und Kenntnisse über den niederländischen Einfluss in kulturellen Veranstaltungen, Vorträgen, Ausstellungen und Publikationen.